# Morethia boulengeri
Morethia boulengeri är en ödleart som beskrevs av  Ogilby 1890. Morethia boulengeri ingår i släktet Morethia och familjen skinkar. IUCN kategoriserar arten globalt som livskraftig. Inga underarter finns listade i Catalogue of Life.